# Danny Noppert
Danny Noppert (Joure, 31 december 1990) is een Nederlandse darter die sinds 2018 uitkomt voor de PDC. Zijn grootste PDC-prestatie is de winst van het UK Open 2022 door in de finale Michael Smith met 11–10 in legs te verslaan, waarmee hij de vierde Nederlander werd die het toernooi wist te winnen.

## Carrière

### BDO-carrière

#### 2013
In 2013 speelde Noppert zijn eerste internationale toernooi: de Winmau World Masters. Op dit televisietoernooi liet Noppert meteen van zich spreken door de kwartfinale te halen. Ook debuteerde Noppert op de Zuiderduin Masters: het enige televisietoernooi in Nederland.

#### 2015
Noppert was in 2015 opnieuw actief op de Winmau World Masters. Ditmaal reikte Noppert tot de laatste 16. Daarnaast was Noppert weer te zien op de Zuiderduin Masters, waar hij in de kwartfinale werd uitgeschakeld.

#### 2016
In 2016 speelde Noppert meer internationale toernooien. In februari haalde Noppert de finale van de Dutch Open. Nog dezelfde maand boekte Noppert zijn eerste internationale toernooizege door het Open Schotland te winnen. Hier bleef het niet bij, want in maart en april won Noppert ook de Masters of Waregem, het Four Nations Tournament en de German Open. Door zijn goede resultaten steeg Noppert naar de derde plaats op de BDO-ranking. Dit gaf recht op deelname aan de Grand Slam of Darts van de PDC. Op dit toernooi won Noppert twee van de drie poulewedstrijden en plaatste zich voor de laatste 16. Hierin verloor hij, ondanks een gemiddelde van 100, met 10–9 van Gary Anderson. Op de Finder Darts Masters, voorheen Zuiderduin Masters, werd Noppert in de poulefase uitgeschakeld.

#### 2017
In januari 2017 maakte Noppert zijn debuut op Lakeside, het WK van de BDO. Hier bereikte Noppert de finale door overwinningen op David Cameron, Richard Veenstra, Scott Waites en Darryl Fitton. In de eindstrijd verloor Noppert met 7–3 van Glen Durrant. In december won Noppert de Finder Darts Masters, zijn eerste televisietitel. Na de poulefase te zijn doorgekomen, versloeg Noppert achtereenvolgens Willem Mandigers, Scott Mitchell en in de finale Jim Williams.

#### 2018
Door zijn finaleplaats op het BDO World Darts Championship 2017, was Noppert ook geplaatst voor het BDO World Darts Championship 2018. Noppert won zijn eerste twee wedstrijden, maar werd vervolgens uitgeschakeld door Mark McGeeney.

### PDC-carrière

#### 2018
In januari 2018, na zijn uitschakeling op Lakeside, liet Noppert weten over te stappen naar de PDC en deel te nemen aan Q-School. Hier wist Noppert zich te verzekeren van een tourcard, waardoor hij in 2018 en 2019 kon meedoen aan alle Pro Tour-toernooien van de PDC.
Hij bereikte de laatste 128 op het UK Open, de eerste ronde op de World Grand Prix, waarin hij verloor van Gerwyn Price met 2–0, de halve finale op de Players Championship Finals, waarin hij verloor van Daryl Gurney met 10–2 en de laatste 32 op het PDC World Darts Championship, waarin hij verloor van Max Hopp met 3–0. Ook haalde hij zijn eerste toernooi-overwinning op een van de Players Championships.

#### 2019
Tijdens de halve finale van Players Championship 5 gooide Danny Noppert zijn eerste 9-darter bij de PDC. Hij verloor deze wedstrijd tegen Gabriel Clemens echter wel.
Op de World Grand Prix wist Noppert in de eerste ronde verrassend van Daryl Gurney te winnen. In de tweede ronde verloor hij van Nathan Aspinall.
In november haalde hij verrassend de finale van de World Series of Darts Finals in AFAS Live. Hij versloeg Jeffrey de Zwaan, Gary Anderson, Ian White en Dave Chisnall. In de finale was Michael van Gerwen met 11–2 te sterk.

#### 2020
Noppert vormde samen met Michael van Gerwen het Nederlandse koppel op de World Cup of Darts. Samen behaalden zij de kwartfinale.

#### 2021
Door achtereenvolgens Michael van Gerwen, Vincent van der Voort en Ian White te verslaan, wist Noppert zich te plaatsen voor de halve finale van de World Grand Prix. Daarin bleek Jonny Clayton te sterk.

#### 2022
Op het UK Open 2022 wist Noppert zich te plaatsen voor de finale door achtereenvolgens te winnen van Ryan Meikle met 10–3, Devon Petersen met 10–8, Dirk van Duijvenbode met 10–2, Damon Heta met 10–5 en William O'Connor met 11–9 in legs. In de finale wist hij met 11–10 te winnen van Michael Smith en daarmee pakte hij zijn eerste titel op een PDC-hoofdtoernooi. Zijn winst ging gemoeid met een geldprijs van £100.000,- (omgerekend zo'n €120.000,-), waardoor hij steeg naar de twaalfde plek op de Order of Merit. Het was voor het eerst dat Noppert binnen de top zestien stond op de mondiale ranglijst.
Op 1 mei stond Noppert in de finale van het Austrian Darts Open, waarin Michael van Gerwen met 8-5 in legs wist te winnen. Het was voor Noppert de eerste keer dat hij in de finale stond van een Euro Tour-toernooi.
De ongeplaatste Noppert behaalde de finale door achtereenvolgend de geplaatste spelers Dimitri Van den Bergh, Jonny Clayton, Joe Cullen en Nathan Aspinall te verslaan. Van den Bergh en Clayton werden respectievelijk met 103.10 en 104.28 gemiddeld verslagen.
Diezelfde maand nog behaalde Noppert ook de finale van het Dutch Darts Championship, dat evengoed een Euro Tour-toernooi is. Dit deed hij door te winnen van Arjan Konterman, Martin Schindler, Peter Wright, Boris Krčmar en Callan Rydz. Ditmaal moest hij in de finale in Michael Smith zijn meerdere erkennen. De Engelsman won de finale met 8-7 in legs. Noppert steeg door zijn finaleplaats van plek twaalf naar plek elf op de PDC Order of Merit.
In juni vormde Noppert samen met Dirk van Duijvenbode, die inviel voor Michael van Gerwen, het Nederlandse koppel op de World Cup of Darts. In de eerste ronde wonnen de twee hun koppelwedstrijd met 0-5 in legs van de Brazilianen Diogo Portela en Artur Valle. Daardoor mochten ze het in de tweede ronde opnemen tegen de Ieren. Noppert wist William O'Connor te verslaan en Van Duijvenbode was te sterk voor Steve Lennon. In de kwartfinale wachtten vervolgens de Noord-Ieren. Noppert wist zich langs Daryl Gurney te worstelen en Van Duijvenbode versloeg Brendan Dolan. Daarna moesten de Nederlanders het opnemen tegen de Welshmen in de halve finale, die voor hen het eindstation zou zijn: Noppert verloor van Gerwyn Price en Van Duijvenbode was niet opgewassen tegen Jonny Clayton.
Op 9 juli wist Noppert Players Championship 19 te winnen. Door Gordon Mathers, Luke Woodhouse, James Wade, Matt Campbell, Rowby-John Rodriguez en Luke Humphries te verslaan, plaatste de Nederlander zich voor de finale. Daarin keek hij aanvankelijk aan tegen een achterstand van 3-6, maar uiteindelijk won hij met 8-6 van Andrew Gilding.
Noppert was als elfde speler geplaatst voor de World Matchplay, dat plaatvond van 16 tot en met 24 juli. In de eerste ronde nam hij het op tegen Brendan Dolan. In deze partij stond de Nederlander aanvankelijk op achterstand, maar door zes legs op rij te pakken, wist hij uiteindelijk met een score van 10-6 en een gemiddelde van 100.70 te zegevieren. In de tweede ronde mocht hij vervolgens aantreden tegen Daryl Gurney, van wie hij met een score van 11-4 en met een gemiddelde van 102.26 wist te winnen. Onderweg naar de eindstreep gooide hij een zogeheten 'no-look 180' en vier finishes van honderd of hoger. Hiermee kwam hij voor het eerst de top tien van de Order of Merit binnen en plaatste hij zich voor zijn eerste kwartfinale op de World Matchplay, waarin hij het mocht opnemen tegen Dirk van Duijvenbode. Deze ontmoeting won Noppert met een score van 16-11. De partij besloot hij met een 121-finish. In de halve finale mocht hij de strijd aangaan met Gerwyn Price. De Welshman gooide een negendarter en bleek met een einduitslag van 17-11 de sterkere speler.
Op de Grand Slam of Darts zat Noppert in een groep met Simon Whitlock, Mensur Suljović en Christian Perez. De Nederlander won van alle drie de spelers, eindigde zo bovenaan zijn groep en ging door naar de achtste finales. Daarin mocht hij het opnemen tegen regerend kampioen Gerwyn Price. Aanvankelijk stond Noppert 7-4 voor, maar uiteindelijk werd de wedstrijd met 10-8 besloten in het voordeel van de Welshman.
Tijdens het World Darts Championship 2023 was Noppert in de tweede ronde met 3-1 te sterk voor David Cameron, waarna hij in de derde ronde mocht aantreden tegen Alan Soutar. Aanvankelijk stond de Nederlander met een gemiddelde van 102 en een tussenstand van 2-0 op voorsprong, maar uiteindelijk wist zijn Schotse tegenstander hem met 2-4 af te serveren.

#### 2023
Op 12 februari 2023 versloeg Noppert Dylan Slevin, Connor Scutt, Vladimir Andersen, Jamie Hughes, Callan Rydz en Brendan Dolan voor een plek in de finale van Players Championship 02, waarin hij Simon Whitlock met een uitslag van 8-3 aftroefde.
Na de German Darts Grand Prix steeg Noppert van plek 8 naar plek 7 op de PDC Order of Merit.
Op Players Championship 22, dat plaatsvond op 27 september, won Noppert van Alan Soutar, Lee Evans, Chris Dobey, Steve Lennon, James Wade en Michael Smith. Daarmee plaatste hij zich voor de finale, waarin hij langs Christian Kist ging met 8-7.
In de eerste ronde van het European Darts Championship ging Noppert met een uitslag van 6-0 en een gemiddelde van 106,09 langs Andrew Gilding. Rob Cross moest eraan geloven in ronde twee, waarna Gerwyn Price wachtte in de kwartfinale. Noppert stond daarin aanvankelijk op een achterstand van 0-7, maar uiteindelijk wist hij nog met 10-8 te winnen. Peter Wright was in de halve finale met 11-8 te sterk.

#### 2024
Op Players Championship 8, dat plaatsvond op 9 april, won Noppert van Robert Owen, Jim Williams, Stephen Burton, Gerwyn Price, Kevin Doets en Radosław Szagański. Daarmee plaatste hij zich voor de finale, waarin hij Luke Humphries versloeg met 8-6.
Met Michael van Gerwen kwam Noppert op de World Cup of Darts opnieuw uit voor hun thuisland. Als geplaatst land mocht Nederland de groepsronde overslaan. In de knock-outfase zorgden, net zoals in 2023, Dimitri Van den Bergh en Kim Huybrechts uit België voor de uitschakeling van het Nederlandse duo, dat nu een gezamenlijk gemiddelde van 100,96 liet noteren. De Belgen wonnen met 8-2.
Door Joe Cullen, kersverse World Grand Prix-winnaar Mike De Decker en Ricardo Pietreczko te verslaan, bereikte Noppert de halve finale van het European Darts Championship. Daarin verloor hij met 10-11 nipt van landgenoot Jermaine Wattimena, die zijn eerste finale op een hoofdtoernooi haalde.

#### 2025
Op de vernieuwde Masters versloeg Noppert Michael Smith, William O'Connor en verdedigend kampioen Stephen Bunting om de halve finale te bereiken. Daarin stond de Nederlander aanvankelijk 2-0 voor, maar Luke Humphries wist uiteindelijk te winnen met 5-2.
Samen met Gian van Veen kwam Noppert op de World Cup of Darts uit voor Nederland. Het koppel won in de groepsfase van de duo's uit Italië en Hongarije zonder een leg af te staan. In de knock-outfase wonnen de Nederlanders met een moyenne van honderd en een uitslag van 8-0 van de Schotten om de kwartfinale te halen. Daarin passeerden Noppert en Van Veen de Tsjechische afgevaardigden. In de halve finale zorgden de Welshmen Gerwyn Price en Jonny Clayton met een uitslag van 8-5 voor het uitschakelen van de Nederlanders, die aanvankelijk een voorsprong van 5-3 hadden.

## Resultaten op wereldkampioenschappen

### BDO
- 2017: Runner-up (verloren van Glen Durrant met 3–7)
- 2018: Laatste 16 (verloren van Mark McGeeney met 1–4)

### WDF
- 2015: Voorronde (verloren van Brian Løkken met 2–4)

### PDC
- 2019: Laatste 64 (verloren van Max Hopp met 0–3)
- 2020: Laatste 32 (verloren van Kim Huybrechts met 2–4)
- 2021: Laatste 32 (verloren van Dave Chisnall met 2–4)
- 2022: Laatste 32 (verloren van Ryan Searle met 2–4)
- 2023: Laatste 32 (verloren van Alan Soutar met 2–4)
- 2024: Laatste 64 (verloren van Scott Williams met 0–3)
- 2025: Laatste 64 (verloren van Ryan Joyce met 1–3)

## Resultaten op de World Matchplay
- 2019: Laatste 32 (verloren van Gary Anderson met 6–10)
- 2020: Laatste 16 (verloren van Adrian Lewis met 7–11)
- 2021: Laatste 32 (verloren van Peter Wright met 2–10)
- 2022: Halve finale (verloren van Gerwyn Price met 11–17)
- 2023: Laatste 16 (verloren van Nathan Aspinall met 9–11)
- 2024: Laatste 32 (verloren van James Wade met 5–10)
- 2025: Laatste 16 (verloren van Gian van Veen met 5–11)

## Gespeelde finales

### BDO
Hoofdtoernooien
| Resultaat | Nr. | Jaar | Kampioenschap                | Tegenstander | Score | Variant |
| Runner-up | 1.  | 2017 | BDO World Darts Championship | Glen Durrant | 3 – 7 | Sets    |
| Winnaar   | 2.  | 2017 | Finder Darts Masters         | Jim Williams | 5 – 3 | Sets    |

### PDC
Hoofdtoernooien
| Resultaat | Nr. | Jaar | Kampioenschap                | Tegenstander       | Score   | Variant |
| Runner-up | 1.  | 2019 | World Series of Darts Finals | Michael van Gerwen | 2 – 11  | Legs    |
| Winnaar   | 2.  | 2022 | UK Open                      | Michael Smith      | 11 – 10 | Legs    |

European Tour
| Resultaat | Nr. | Jaar | Kampioenschap            | Tegenstander       | Score | Variant |
| Runner-up | 1.  | 2022 | Austrian Darts Open      | Michael van Gerwen | 5 – 8 | Legs    |
| Runner-up | 2.  | 2022 | Dutch Darts Championship | Michael Smith      | 7 – 8 | Legs    |

Players Championships
| Resultaat | Nr. | Jaar | Kampioenschap           | Tegenstander   | Score | Variant |
| Winnaar   | 1.  | 2018 | Players Championship 20 | Ian White      | 6 – 4 | Legs    |
| Winnaar   | 2.  | 2022 | Players Championship 19 | Andrew Gilding | 8 – 6 | Legs    |
| Winnaar   | 3.  | 2023 | Players Championship 02 | Simon Whitlock | 8 – 3 | Legs    |
| Winnaar   | 4.  | 2023 | Players Championship 22 | Christian Kist | 8 – 7 | Legs    |
| Winnaar   | 5.  | 2024 | Players Championship 8  | Luke Humphries | 8 – 6 | Legs    |

## Prestatietabel televisietoernooien
BDO
| Toernooi               | 2013          | 2014          | 2015          | 2016          | 2017 | 2018 |
| ---------------------- | ------------- | ------------- | ------------- | ------------- | ---- | ---- |
| BDO World Championship | Geen deelname | Geen deelname | Geen deelname | Geen deelname | F    | 2R   |
| BDO World Trophy       | GE            | GD            | GD            | KF            | 1R   | GD   |
| Winmau World Masters   | KF            | 2R            | 6R            | 5R            | GD   | GD   |
| Finder Darts Masters   | RR            | GD            | HF            | RR            | W    | GD   |

| PDC World Championship       | Non-PDC | Non-PDC | Non-PDC       | 2R            | 3R            | 3R            | 3R            | 3R | 2R | 2R |
| UK Open                      | Non-PDC | Non-PDC | 2R            | 3R            | 4R            | 5R            | W             | 5R | 5R | 5R |
| World Matchplay              | Non-PDC | Non-PDC | GD            | 1R            | 2R            | 1R            | HF            | 2R | 1R | 2R |
| World Grand Prix             | Non-PDC | Non-PDC | 1R            | 2R            | 2R            | HF            | 2R            | 1R | 1R |    |
| European Championship        | Non-PDC | Non-PDC | 1R            | GD            | 1R            | KF            | KF            | HF | HF |    |
| Grand Slam of Darts          | 2R      | GR      | GD            | GR            | GD            | GD            | 2R            | 2R | 2R |    |
| Players Championship Finals  | Non-PDC | Non-PDC | HF            | 2R            | 2R            | 3R            | KF            | GD | 3R |    |
| The Masters                  | Non-PDC | Non-PDC | Geen deelname | Geen deelname | Geen deelname | Geen deelname | Geen deelname | KF | 2R | HF |
| World Series of Darts Finals | Non-PDC | Non-PDC | GD            | F             | GD            | 1R            | 2R            | 2R | 2R |    |
| World Cup of Darts           | Non-PDC | Non-PDC | GD            | GD            | KF            | GD            | HF            | 2R | 2R | HF |
| Statistieken carrière        |         |         |               |               |               |               |               |    |    |    |
| Ranking eind seizoen         | Non-PDC | Non-PDC | 47            | 31            | 25            | 18            | 9             | 7  | 13 |    |

|    | Toelichting   |
| #R | Ronde         |
| KF | Kwartfinale   |
| HF | Halve finale  |
| F  | Finale        |
| W  | Winnaar       |
| GE | Geen editie   |
| GD | Geen deelname |

## Trivia
- Op 7 februari 2022 werd Noppert vader van een zoon.[52] Op 28 november 2023 kreeg hij een dochter.[53]
- Nopperts bijnaam was gedurende lange tijd 'Noppie'. In een oproep op RTL7 vroeg hij zijn fans om een nieuwe bijnaam te verzinnen en op 29 december 2020 koos hij de bijnaam 'The Freeze'.
- Danny Noppert is een verre achterneef van voetbalkeeper Andries Noppert.[54]
- In februari 2025 zei Noppert ADHD te hebben.[55]